# Melanitis leda
Melanitis leda es una especie de mariposa de la familia Nymphalidae, natural de África, Asia y Oceanía.

## Taxonomía
Se reconocen las siguientes subespecies:
- Melanitis leda leda
- Melanitis leda africana Fruhstorfer, 1908
- Melanitis leda angulata Joicey & Noakes, 1915
- Melanitis leda bankia (Fabricius, 1775)
- Melanitis leda bouruana Holland, 1900
- Melanitis leda desperata Fruhstorfer, 1908
- Melanitis leda destitans Fruhstorfer, 1908
- Melanitis leda dominans Fruhstorfer, 1908
- Melanitis leda ismene (Cramer, [1775])
- Melanitis leda kiriwinae Fruhstorfer, 1908
- Melanitis leda moluccarum Fruhstorfer, 1908
- Melanitis leda levuna Fruhstorfer, 1908
- Melanitis leda offaka Fruhstorfer, 1908
- Melanitis leda salomonis Fruhstorfer, 1908
- Melanitis leda simessa Fruhstorfer, 1911
- Melanitis leda palliata Fruhstorfer, 1908